# El Barco (Perú)
El Barco es un caserío peruano ubicado en el distrito de Sechura, perteneciente a la provincia homónima del departamento de Piura, al norte del Perú. En el 2017 tenía una población de 49 habitantes.